# Svora
Svora – grupa powstała na początku 1984 roku. W jej skład weszli muzycy z Tie Break tacy jak Janusz Yanina Iwański, Antoni Gralak, Mateusz Pospieszalski, Marcin Pospieszalski oraz Stanisław Sojka i Andrzej Urny z zespołu Perfect i Andrzej Ryszka z zespołu Krzak. Próby odbywały się w Katowicach w klubie Puls i w Częstochowie w klubie Wakans. Zespół ma na swoim koncie kilkanaście koncertów oraz jedną sesje nagraniową dla Programu 1 Polskiego Radia, podczas której zarejestrowano trzy utwory autorstwa Sojki i Yaniny. Ostatni koncert Svory odbył się podczas festiwalu w Jarocinie w sierpniu 1984. Grupa rozstała się ze Stanisławem Sojką i zmieniając nazwę na Woo Boo Doo dalej próbowała swoich sił na rynku muzycznym.